# 承泽园
39°59′41″N 116°17′57″E / 39.994851°N 116.299252°E
承泽园，位于北京市海淀区海淀镇挂甲屯村，是一座清代皇家园林，现属于北京大学校园的一部分，由北京大学国家发展研究院（南南合作与发展学院）使用。

## 历史
承泽园位于海淀区挂甲屯，南邻畅春园，东接蔚秀园，是北京西郊皇家园林中保存较为完整者之一。从颐和园路东口沿着万泉河往南走，西侧可见承泽园。
承泽园的始建年代不详。1990年代起，有些文献认为承泽园、吴家花园的前身是建于清朝雍正三年（1725年）的自得园，由雍正帝赐给其十七弟果亲王允礼。经过考证，此说法有误。自得园紧靠圆明园西南侧，即今中共中央党校南院处，而非圆明园正南方远处的承泽园、吴家花园一带。
清朝道光中期以前，承泽园一直被称作“承晖园”。道光二十五年四月（1845年），道光帝将皇六女寿恩固伦公主下嫁工部尚书博启图之子景寿。同年，道光帝将承晖园赐给寿恩固伦公主。此后，承晖园更名“承泽园”。寿恩固伦公主是道光帝第六女，故当时承泽园又俗称“六公主园”。寿恩固伦公主生于道光十年十二月初七日（1830年），母亲是静妃博尔济吉特氏。道光帝十分喜爱这个女儿，曾在道光二十五年四月十八日、八月二十八日两次驾临承泽园，看望女儿。
咸丰九年（1859年），寿恩固伦公主逝世，咸豐帝讓額駙景壽仍可以住在園子和公主府中，直到光緒十五年（1889年），景壽逝世才收回。光绪二十年（1894年），承泽园又被赐给庆亲王奕劻。光绪二十六年（1900年），八国联军劫掠圆明园，周围园林也遭破坏，唯承泽园幸免。奕劻逝世后，承泽园被张伯驹购得。1953年，张伯驹将承泽园出售给北京大学，成为北京大学校园的组成部分。
1998年，廖宗明先生捐款、北京大学工程办公室设计、承德山庄古建装饰公司施工，修缮承泽园西所，以作为北京大学科学与社会研究中心的教学科研及办公场所。
1992年，北京市海淀区将承泽园列为文物保护单位，1999年将其列为重点文物保护单位。2011年，承泽园被列为北京市文物保护单位。

## 建筑

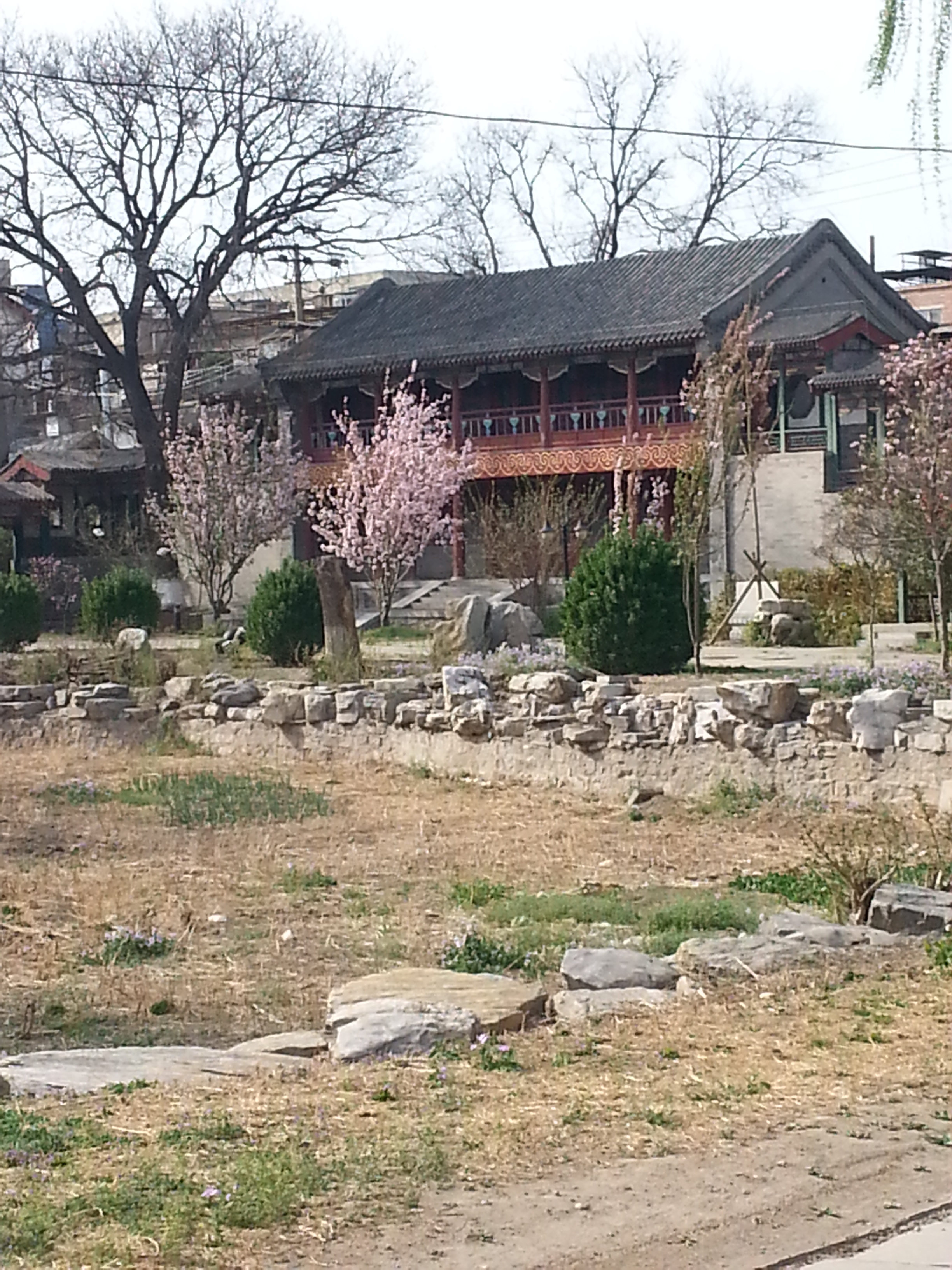

史料记载，承泽园位于挂甲屯与畅春园之间，占地面积及园林建筑有限。旧时，承泽园南面以万泉河渠为界，东、西、北三面设墙，东西长约160米，南北宽70至80米。起初，承泽园内有大小房屋86间、游廊79间、楼1座、垂花门1座、四方亭2座。两卷抱厦房五间、西所三进主院、套院、东所小院，再往东便是园门，北墙西端有门楼1座。马圈设在西北楼西侧的别院中，有房20间。道光二十五年将该园赐给寿恩固伦公主时，将东所扩建为三进额驸寝院，并且将整个承泽园向万泉河之南拓展29米，在承泽园南部新建宫门、厨房、值房等建筑。经此次扩建，承泽园内共有大小房屋187间、游廊82间、楼5间、垂花门2座、四方亭2座、灰棚14间。
承泽园总体上分成南、北两个部分，中间以东西走向的溪湖相分隔。承泽园南部原来是宫门以及附属房屋，北部是园区主体建筑。如今，南部建筑已无存，原址建起许多平房及楼房，北部仍保存着部分原有建筑，作为北京大学教师生活区。北部园区之西，为承泽园西所，有铁栅栏门相隔，栅栏门外有“北京大学科学与社会学研究中心”牌子，西所内新立有一块巨石，上题“承泽园”，西所园中是一批复建的古建筑，中有一很大的湖，湖北岸有一座两层古建筑楼房，湖南岸有一座方轩亭，园内建筑不多，湖东北岸还有北京地区仅存的国家二级保护古树流苏一株。